# Sodovjamts Munkhgal
Sodovjamts Munkhgal (mongolisch Мөнхгалын Содовжамц; * 21. August 1971 in Ulaanbaatar) ist ein ehemaliger mongolischer Fußballspieler.

## Karriere

### Verein
Munkhgal startete seine Karriere als Fußballer in der nationalen mongolischen Liga beim Verein Tasyn Suudal in Nalaikh, mit dem er in der Saison 1996/97 den dritten Platz belegte. Er spielte dort vier weitere Jahre, bevor er 2000 zum Verein Erchim FC ging, mit dem er im Jahr 2000 den Meistertitel der MFF League erringen konnte. Anschließend holte er in den Jahren 2002, 2007 und 2008 jeweils die Meisterschaft mit Erchim FC, bevor er im Winter 2011 seine aktive Karriere im Alter von 40 Jahren beendete.

### Nationalmannschaft
Munkhgal gab am 7. April 2000 sein Länderspieldebüt für die Mongolische Fußballnationalmannschaft im Asien-Cup-Qualifikationsspiel gegen Südkorea. Seine beiden letzten Länderspiele bestritt in der WM-Qualifikation 2002 gegen Bangladesh und Saudi-Arabien.